# Дизель, Рудольф
Рудо́льф Кристиа́н Карл Ди́зель (нем. Rúdolf Chrístian Karl Diésel; 18 марта 1858, Париж — 29 сентября 1913, Ла-Манш) — немецкий инженер и изобретатель, создатель дизельного двигателя (1893).

## Биография
Рудольф Дизель родился в Париже в семье переплётчика книг Теодора Дизеля из Аугсбурга и Элизы Штробель 18 марта 1858 года. Отец Рудольфа, Теодор Дизель, немецкий иммигрант, владел в Париже небольшой мастерской. Но в 1870 году вместе с женой и 12-летним сыном Рудольфом уехал из занятой немецкими войсками столицы Франции в Лондон во время Франко-Прусской войны. До окончания войны мать отправляет двенадцатилетнего Рудольфа в Аугсбург, чтобы жить с тётей и дядей, Барбарой и Кристофом Барникель. Бездетная семья очень тепло, с любовью приняла своего племянника. Способный ребёнок просто очаровал своего дядю профессора, который без колебаний предоставил ему свою обширную библиотеку. В 1871 году Рудольф поступил на обучение в Королевское Земское училище в Аугсбурге, где его дядя преподавал математику. После окончания училища в 1873 году с отличием, Рудольф поступает в только что открывшуюся Техническую Школу в Аугсбурге. Спустя два года он получает стипендию в Королевском Баварском Политехническом институте в Мюнхене, которую он принял вопреки воле своих родителей, которые предпочли бы, чтобы он начал работать.
27 февраля 1892 года Дизель подает заявку на получение патента на «новый рациональный тепловой двигатель», который и получает в императорском патентном бюро в Берлине 23 февраля 1893 года под названием «Метод и аппарат для преобразования высокой температуры в работу» (зарегистрирован 28 февраля 1892 года). Второй патент с модифицированным циклом Карно был зарегистрирован 29 ноября 1893 года.
С 1893 года велись разработки нового двигателя на Аугсбургском машиностроительном заводе (с 1904 года M.A.N.) при финансовом участии компаний Фридриха Круппа и братьев Зульцер (Sulzer Brothers Ltd.) Первый функционирующий двигатель был создан Дизелем там же в 1897 году. Мощность двигателя составляла 20 лошадиных сил при 172 оборотах в минуту, КПД 26,2 % при весе пять тонн. Это намного превосходило существующие двигатели Отто с КПД 20 % и судовые паровые турбины с КПД 12 %, что вызвало немедленный интерес промышленности. Двигатель Дизеля сразу же нашёл применение, был оценён во многих странах. Но у себя на родине[где?][уточнить] Р. Дизель не нашёл признания и тяжело это переживал.
Двигатель Дизеля был четырёхтактным. Изобретатель установил, что КПД двигателя внутреннего сгорания повышается от увеличения степени сжатия горючей смеси. Но сильно сжимать горючую смесь нельзя, потому что тогда повышаются давление и температура и она самовоспламеняется раньше времени. И Дизель решил сжимать не горючую смесь, а чистый воздух. К концу сжатия воздуха в цилиндр постепенно под сильным давлением впрыскивалось жидкое топливо. Так как температура сжатого воздуха достигала 600—650 °C, топливо самовоспламенялось, и газы, расширяясь, двигали поршень. Таким образом Дизелю удалось значительно повысить КПД двигателя. К тому же здесь не нужна была система зажигания, а вместо карбюратора работал топливный насос.
1 января 1898 года Дизель открыл собственный завод по производству дизельных двигателей. Осенью 1900 года в Лондоне для этих целей регистрируется компания. Первый корабль с дизельным двигателем построен в 1903 году. В 1908 году построен первый дизельный двигатель малых размеров, первый грузовой автомобиль и первый локомотив на дизельном двигателе. В 1936 году впервые запущен в серию легковой автомобиль на дизельном двигателе (Mercedes-Benz 260 D). Его разработала компания «Даймлер-Бенц». В книге «Создание дизельного двигателя» (Die Entstehung des Dieselmotors, 1913) Рудольф Дизель описал историю своего изобретения.
Многочисленные патентные процессы подорвали здоровье Рудольфа Дизеля. Он лечился в санатории  Нойвиттельсбах (Мюнхен).

### Смерть
29 сентября 1913 года Рудольф Дизель отправился из Антверпена на борту парохода «Дрезден» в Лондон на открытие нового завода британской компании Consolidated Diesel Manufacturing Co., которая производила двигатели его конструкции. Однако в журнале регистрации парохода пассажира по фамилии Дизель зарегистрировано не было. Рудольф, казалось, был в хорошем настроении, однако после того как вечером он отправился в свою каюту, его больше никто не видел (наутро каюта Дизеля была обнаружена пустой, а на палубе нашли лишь его плащ и шляпу). Спустя десять дней голландское лоцманское судно обнаружило в море полуразложившееся тело хорошо одетого мужчины. Поскольку тело утопленника было в очень плохом состоянии, его решили не поднимать на борт, а только обыскали и забрали обнаруженные при нём личные вещи, в числе которых были блокнот, перочинный нож и футляр для пенсне. Позже сын Рудольфа Дизеля Ойген опознал эти предметы как принадлежащие его отцу. Выдвигались версии о самоубийстве или убийстве Дизеля. В конце Первой мировой войны один немецкий военнопленный заявил, что это он по заданию немецкой разведки сбросил Р. Дизеля в море, чтобы помешать его переговорам с Британским адмиралтейством. Точные обстоятельства смерти так и не были выяснены.